# Starfish Cove
Die Starfish Cove (englisch für Seesternbucht) ist eine kleine Bucht an der Ostküste von Signy Island im Archipel der Südlichen Orkneyinseln. Sie liegt nördlich des Balin Point.
Wissenschaftler der britischen Discovery Investigations kartierten sie im Jahr 1933 grob. Der Falkland Islands Dependencies Survey nahm 1947 Vermessungen und die Benennung vor. Namensgeber ist der rötlich gefärbte Seestern der Art Odontaster validus, der in dieser Bucht in großer Zahl anzutreffen ist.